# Ki Sung-yong
Ki Sung-Yueng (ur. 24 stycznia 1989 w Gwangju) – południowokoreański piłkarz grający na pozycji pomocnika w Newcastle United.